# Pakhóraszi katedrális
A pakhóraszi katedrális 1962-től a leghíresebb núbiai keresztény templom, Nobadia fővárosának és püspöki székhelyének, Pakhórasz városnak főtemploma. Az építményt és környezetét 1961 és 1964 között egy lengyel régészeti expedíció tárta fel Kazimierz Michałowski vezetésével, az UNESCO núbiai mentőakciója alkalmával, amely a Nasszer-tó feltöltődése előtti leletmentésre indult meg. A település feltárása előtt a középkori afrikai keresztény királyságokról viszonylag kevés ismeret állt rendelkezésre, a vallási életről és a nagyobb építkezésekről gyakorlatilag semmi. A katedrális feltárása a második ásatási szezonban történt, és kiemelkedő művészi értékű falfestményei révén azonnal világhírre tett szert. A festményeket kivétel nélkül levették a falakról és ma Varsóban (Varsói Nemzeti Múzeum, Farasz Galéria) és Kartúmban láthatók. Maga az épület ma a Nasszer-tó vize alatt van.
A katedrális három szakaszban épült, első szakasza egy egyszerű templom a 7. század húszas éveiből, Aetiosz (vagy Detiusz) püspöksége idején. Három hajós, szentéllyel ellátott építmény volt, amelynek mennyezetét kőoszlopok tartották. Mérete eredetileg 24,5×14,5 méter, amelyet a második szakaszban, Merkuriosz király uralkodásának tizenegyedik évében (707) 24,5×24 méterre növeltek. A falak alsó részeit fáraókori faragott kövekből rakták, de nem tudni, hogy lebontottak-e emiatt korabeli épületeket, vagy egyszerűen felhasználták a kora ókorban felhalmozott, de sosem használt építőanyagot. A feljebb lévő falrészeket agyagtéglából rakták és gránitoszlopok tartották a födémet. Oldalsó kápolnák épültek hozzá, ezenkívül kereszthajót is kapott. Ez az épület hasonlít a szintén keresztény déli szomszéd királyság, Makuria fővárosában, Ó-Dongolában talált templomhoz, amely szintén gazdagon festett falú.
Az utolsó átépítés a 10. század utolsó negyedében, Aaron püspök és II. Georgiosz király idején (valamikor 974 és 999 között) történt. A gránitoszlopokat téglára cserélték és a fatetőt kupolára építették át. Új freskókat is készítettek. Az átépítés talán időben hosszú volt, mivel még 1058-ra datálható változás is van. Az utolsó ismert pakhóraszi püspök Tamer, akinek halála után (1181) vagy a püspöki székhely költözött el, vagy már ekkor jelentős arab befolyás érvényesült Pakhóraszban, mindenesetre nincs folytatás. A 14. században egészen biztosan a Kaszr Ibrim központú püspökség része volt. A püspök már itt lakott, a templom részben beomlott.
A templom egyes képeit többször is átfestették. Néhány helyiségben négy vakolatréteg különíthető el. A nagyobb átalakítások során ajtókat falaztak be vagy nyitottak és hozzá is építettek. Különleges módon néhány helyen az új falakat egyszerűen a régi mellé építették, így lehetőség nyílt az újabb keletű falak lebontásával a legkorábbi freskók tanulmányozására is.
A katedrális legfontosabb jelentősége, hogy a világ legnagyobb érintetlen kora bizánci festménygyűjteménye került elő innen. A freskókat képzett bizánci mesterek festették, és a 640-es egyiptomi hódítást közvetlenül megelőző néhány évtizedre vonatkozóan bizonyítja, hogy Nobadia szoros kapcsolatban volt Bizánccal. A görög nyelvű feliratok szintén erre mutatnak, és a görög nyelv még nagyon sokáig meghatározó liturgikus nyelv maradt, miközben lassan oldódott fel a helyi beszélt nyelvben. A festmények különös, máshol nem tapasztalható egyedi jellemzője, hogy az élő emberek képmásai mindig sötét alapszínűek, a szenteké pedig világosak. Az egyik legépebb és legnagyobb freskónak a „Karácsony” címet adták feltárói, ahol Mária istenanyaként fekszik egy kanapén, köntöse fekete, fehér csíkokkal. A jászolban fekvő gyermeknek felnőttes arcvonásai vannak. A Háromkirályok lovon közelednek, a jászol körül afrikai ökör és szamár legelészik. Körben angyalok röpködnek, messzebbre a nép is látható. A fontosabb freskók tematikája: Madonna a nobadiai herceggel, Szent Péter megáldja Petrosz püspököt, Marianosz püspök arcképe, számos Madonna a Gyermekkel, Madonna megáldja II. Georgiosz királyt, szentek (például Szent Onufrisz), királyok. Onufrisz megjelenése érdekesség, hiszen ennek a szentnek tisztelete ezen a vidéken egyenes folytatása az óegyiptomi Ozirisz kultuszának, ahogyan Mária is azonosítható Izisszel, a Gyermek pedig Hórral (Hórnak külön neve a „Gyermek Hór”, azaz Hórpehered, és ábrázolásai nagyon hasonlítanak a gyermekét tartó Madonna képekhez).
Pakhórasz püspökeinek listája a főhajóban, az oltár melletti falon volt olvasható. Az első tizenhat név – Aetiosztól Andreaszig – egy kéz írása, amiből az következik, hogy a felirat 902-ben vagy 903-ban, de még Andreasz halála előtt készült. A 923-ig regnáló Kolluthiosz nevét már később írták le.

## Galéria

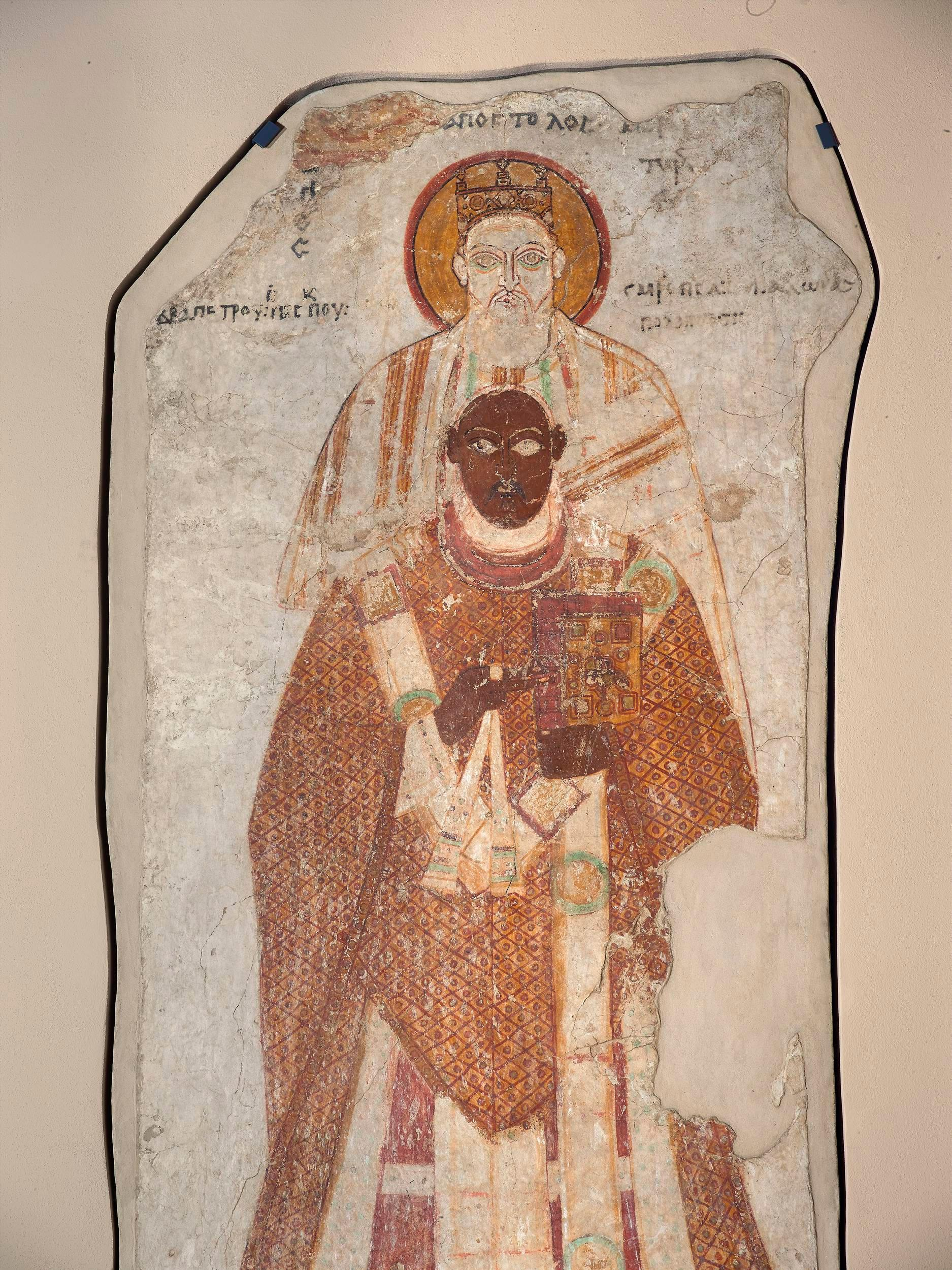
Petrosz püspök
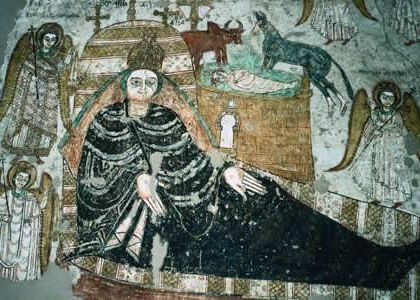
„Karácsony”
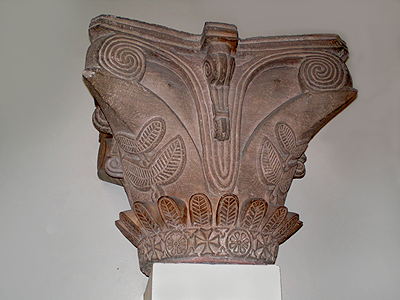
Az egyik faragott oszlopfej
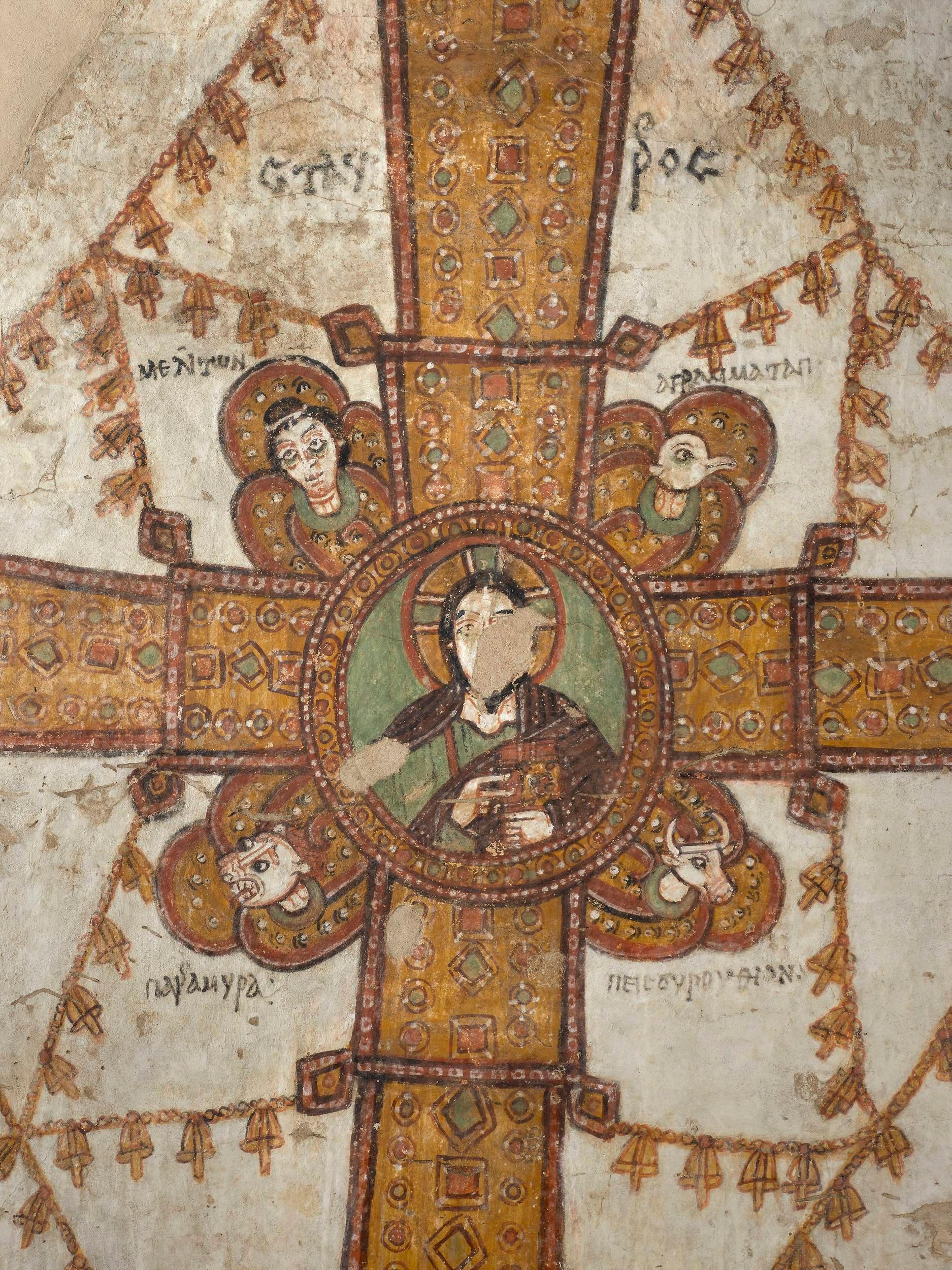
Kereszt egy freskón
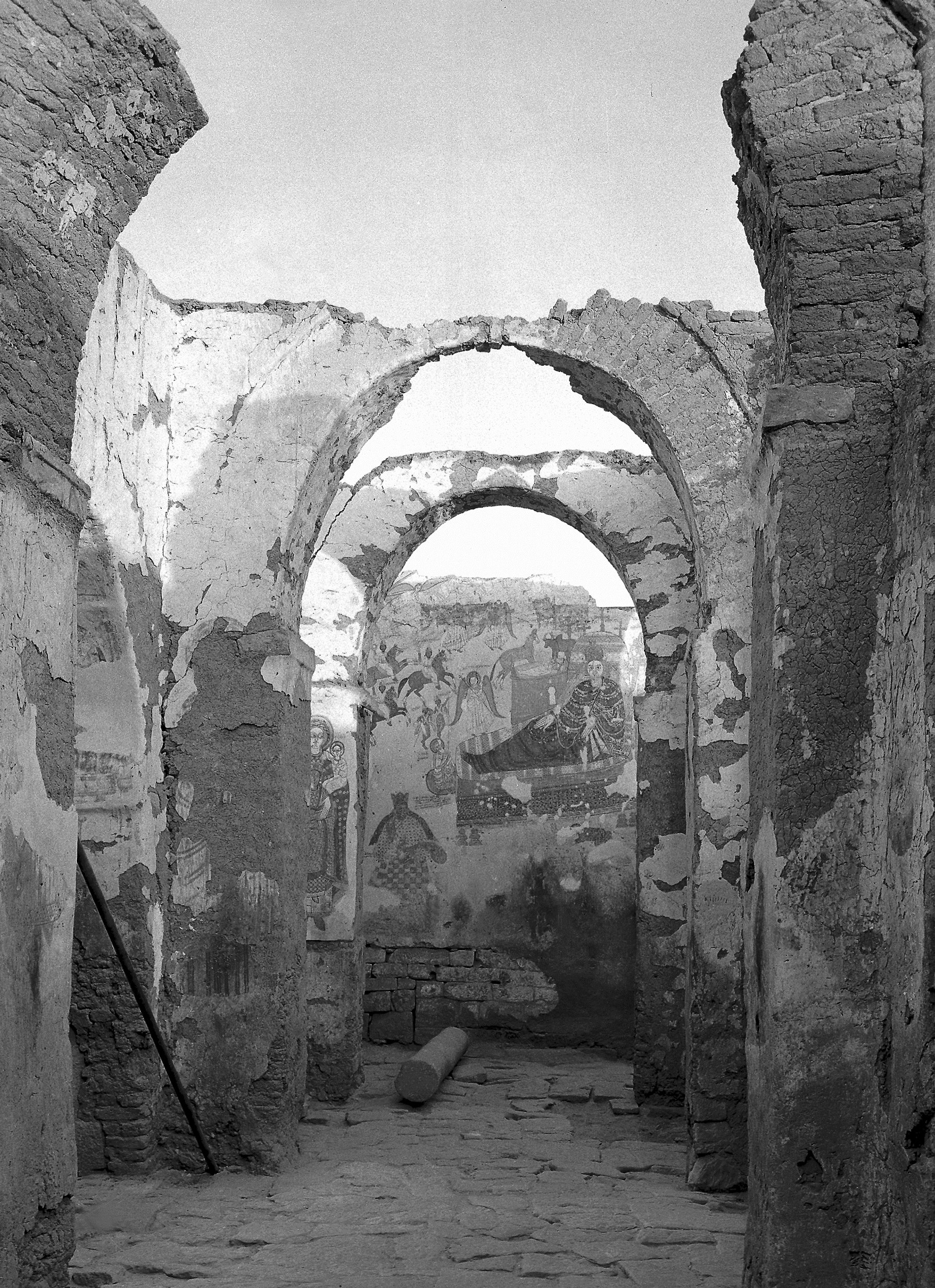
A templom északi hajója az ásatások idején
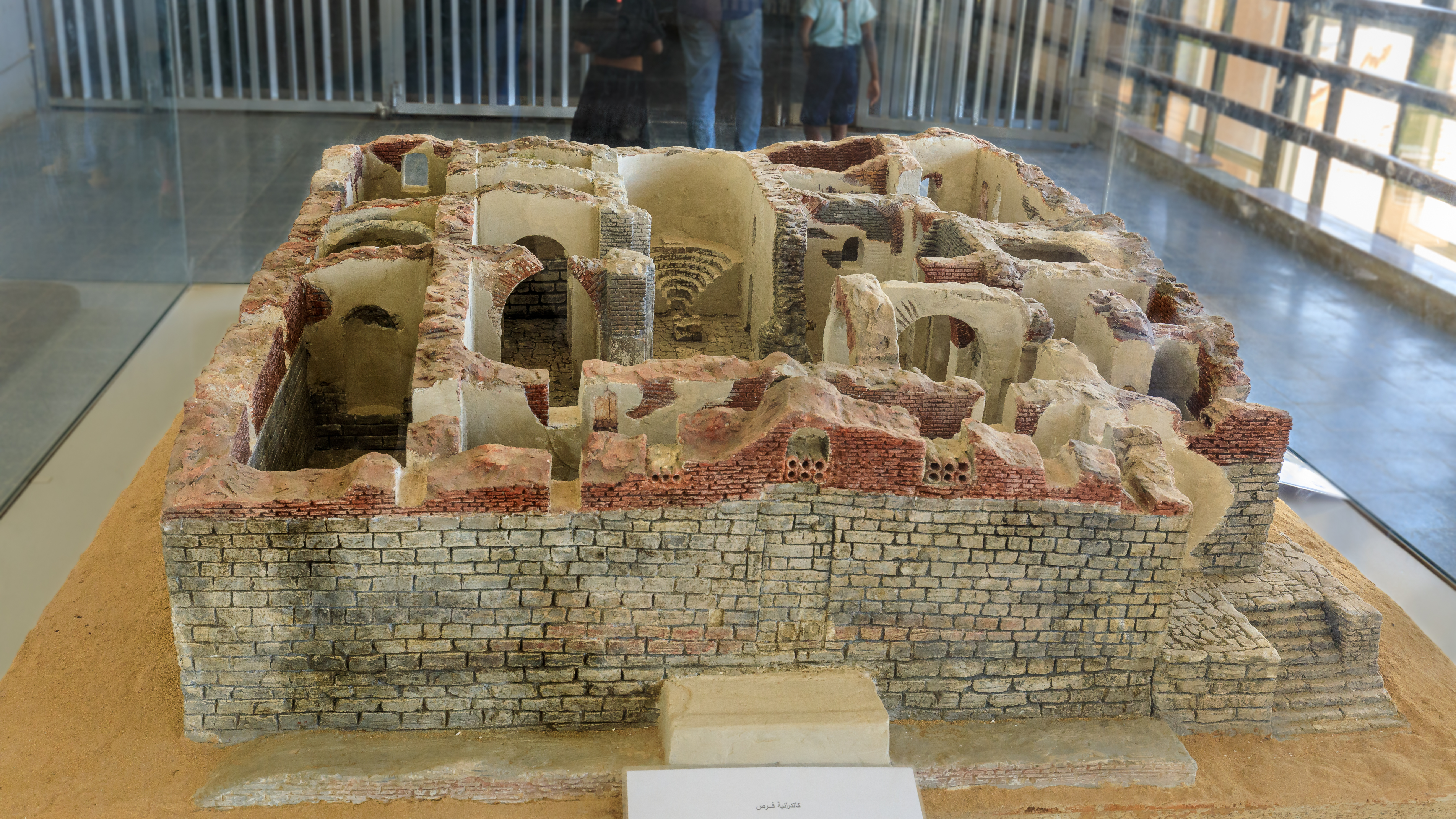
A katedrális modellje a Szudáni Nemzeti Múzeumban

## Külső hivatkozások
- Gérard Mouillaud: Les peintures murales de Faras
- Sculptures and Paintings from the Cathedral of Faras (Nubia) Archiválva 2021. április 12-i dátummal a Wayback Machine-ben
- Cornelia Kleinitz, Camilla Olsson: Christian period rock art landscapes in the Fourth Cataract region: the Dar el-Arab and et-Tereif rock art surveys
- The Koptic Life of Aaron[halott link]